# Christiane Heinrich
Christiane Heinrich (* 1969 in Berlin) ist eine deutsche Schauspielerin.

## Leben
Christiane Heinrich studierte von 1989 bis 1993 an der Hochschule für Musik und Theater in Leipzig und war anschließend mehrere Jahre am Staatsschauspiel Dresden engagiert.
2004 bis 2007 absolvierte sie die Ausbildung zur Atem-, Sprech- und Stimmlehrerin, die sie mit einer staatlichen Prüfung abschloss.
Seither arbeitet sie einerseits im logopädischen Bereich und ist dort auf Stimmstörungen spezialisiert, anderseits im künstlerischen Bereich als Lehrbeauftragte und freie Sprechtrainerin u. a. für das Schauspielinstitut Hans Otto in Leipzig, die Akademie Deutsche POP Berlin, die Theaterakademie Vorpommern  und im Studio am Maxim-Gorki-Theater Berlin.
Seit 2014 ist Christiane Heinrich Lehrbeauftragte für Sprecherziehung an der Hochschule für Schauspielkunst „Ernst Busch“ Berlin.

## Filmografie
- 1991: Der Verdacht
- 1991: Trutz (Fernsehfilm)
- 1997: Tatort: Tödlicher Galopp (Fernsehreihe)
- 1998: Adelheid und ihre Mörder – Mango Mortale (Fernsehserie)
- 1998: Abgehauen (Fernsehfilm)
- 2006: In aller Freundschaft – Hör auf dein Herz! (Fernsehserie)